# Бріннон
Бріннон або Бреннон (д/н — 70/72) — вождь германського племені каннінефатів. Його ім'я можливе є аналогом або перекрученим кельтським титулом Бренн (вождь).

## Життєпис
Належав до знаті каннінефатів, племені спорідненого з хаттами і батавами. Разом з батьком негативно ставився до планів римського імператора Калігули вдертися до Британії. У 69 році з початком батавського повстання обирається вождем каннінефатів (напевне проримського вождя було усунено). На чолі потужного загону виступив проти римлян, намагаючись допомоги Цивілісу. Останньому протистояв Марк Гордеоній Флак, який розраховував швидко приборкати батавів. Саме повстання канінефатів сприяло початковому успіху Цивіліса.
Бріннон 69 року на чолі війська зумів захопити форти Фектіон, Преторіум Агриппіни і Лугдунум Батаворум. Подальшому успіху сприяв перехід на бік повсталих римських когорт і повстання проти Гордеонія, внаслідок якого він загинув. Це дозволило Бріннону захопити важливі фортеці Оппідум Батаворум, Матілон, Альбаніану, Трайектум. Внаслідок цього встановлено владу над узбережжям Північного моря та гирлами річок Рейн, Маас і Шельда.
Після 70 року про діяльність Бріннона замало відомостей. Можливо, він загинув у боротьбі проти римського командувача Квінта Петіллія Церіала або продовжував боротьбу проти римлян разом з Цивілісом до 72 року.